# Microhierax fringillarius
Microhierax fringillarius е вид птица от семейство Соколови (Falconidae). Видът е незастрашен от изчезване.

## Разпространение
Разпространен е в Бруней, Индонезия, Малайзия, Мианмар, Сингапур и Тайланд.